# Diogo Dias de São Pedro
Capitão Diogo Dias de São Pedro foi juiz ordinário da Póvoa de Varzim. Notabilizou-se por ter comandado a nau N.S. de Guadalupe, construída na Enseada da Póvoa (porto local) e escolhida para ir na esquadra a partir de Lisboa para restaurar Pernambuco no dia 15 de Março de 1631, ocupada pelos holandeses desde 1630.
A nau foi construída pelos comerciantes poveiros e o Capitão Diogo Dias não só não quis aceitar as gratificações do governo, como pagou da sua bolsa aos tripulantes da nau, que o seguiram com fidelidade e presenciaram a sua dedicação e coragem. Ali regressara, mais tarde, vinda de comerciar de Angola. Era irmão de António Cardia que também participou na Guerra no Brasil, mas na Bahia.